# Bagatelle (musique)
Pour les articles homonymes, voir Bagatelle.
En musique classique, une bagatelle est une courte composition sans prétention et sans forme établie, dans un style badin et léger, destinée le plus souvent au clavier, .

## Histoire
La première utilisation connue du terme de bagatelle (de l'italien bagatella, « objet sans valeur » ou « tour de bateleur ») en musique est un mouvement intitulé Labagatelle qui figure dans la Première suite des Pièces en trio de Marin Marais publiées à Paris en 1692.
En 1717, la dernière pièce du Livre II,10e ordre pour clavecin de François Couperin, est intitulée Les Bagatelles. L'appellation se retrouve ensuite dans plusieurs recueils de pièces brèves publiés en France et en Allemagne au XVIIIe siècle.
Au début du XIXe siècle, Ludwig van Beethoven reprend ce genre musical avec ses 26 Bagatelles pour le pianoforte op. 33, 119 et 126, mais la plus connue est sa Bagatelle en la mineur, WoO 59, dite « La Lettre à Élise », .

## Exemples
- Bagatelles pour piano de Beethoven  (1802 ; 1820-1822 ; 1823-1824)[3]
- La Lettre à Élise de Ludwig van Beethoven (1810)[3]
- Bagatelles et impromptus de Bedřich Smetana (1844)[4],[3]
- Six bagatelles pour piano, op. 3, de Camille Saint-Saëns (1855-1856)[4],[3]
- Maličkosti, Quatre bagatelles pour deux violons, violoncelle et harmonium, op. 47, d'Antonín Dvořák (1878)[4],[3]
- Bagatelle sans tonalité de Franz Liszt (1885)[5],[3]
- Bagatelles pour piano op. 5 de Vítězslav Novák[4]
- Bagatelles de Donald Tovey (1900)[4]
- Quatorze bagatelles pour piano de Béla Bartók (1908)[4],[6]
- Six bagatelles pour quatuor à cordes d'Anton Webern (1911-1913)[4]
- Six bagatelles op. 97, pour piano, de Jean Sibelius (1920)[4],[6]
- Bagatelle pour piano et violon de Francis Poulenc (1931)[6]
- Quatre bagatelles op. 70 d'Ernst Křenek[4]
- Bagatelles d'Alan Rawsthorne (1938)[4]
- Cinq bagatelles op. 9 d'Howard Ferguson (1944)[4]
- Six bagatelles pour quintette à vent de György Ligeti (1953)[6]
- Trois bagatelles for David Tudor de György Ligeti (1961)[6]
- Cinq bagatelles pour guitare solo de William Walton
- Sechs Bagatellen de Nicolaus A. Huber (en) (1981)[4]
- Bagatelle pour cor et piano de Jean-Baptiste Devillers (1993)[6]
- Six bagatelles pour clarinette en si bémol, alto (ou violon ou violoncelle) et piano de Philippe Hersant (2007)
- Op.111 - Bagatella su Beethoven de Lorenzo Ferrero (2009)